# Teersdijk
Teersdijk is een gedeelte van de oude tolweg die liep van Nijmegen naar Grave. Een gedeelte van de weg bestaat nog vanaf het Maas-Waalkanaal tot in Alverna. In Nijmegen loopt de Teersdijk door de wijken Tolhuis, Zwanenveld en Staddijk; (straatcode 14222).. Aan de Teersdijk ligt ook Woonwagenkamp Teersdijk in de gemeente Nijmegen, gelegen ten noorden van stadspark Staddijk, en de buurtschap Teersdijk in de gemeente Wijchen, gelegen ten noorden van het recreatiegebied "De Berendonck". In de gemeente Wijchen heeft deze dijkweg de naam Oude Teersdijk gekregen.

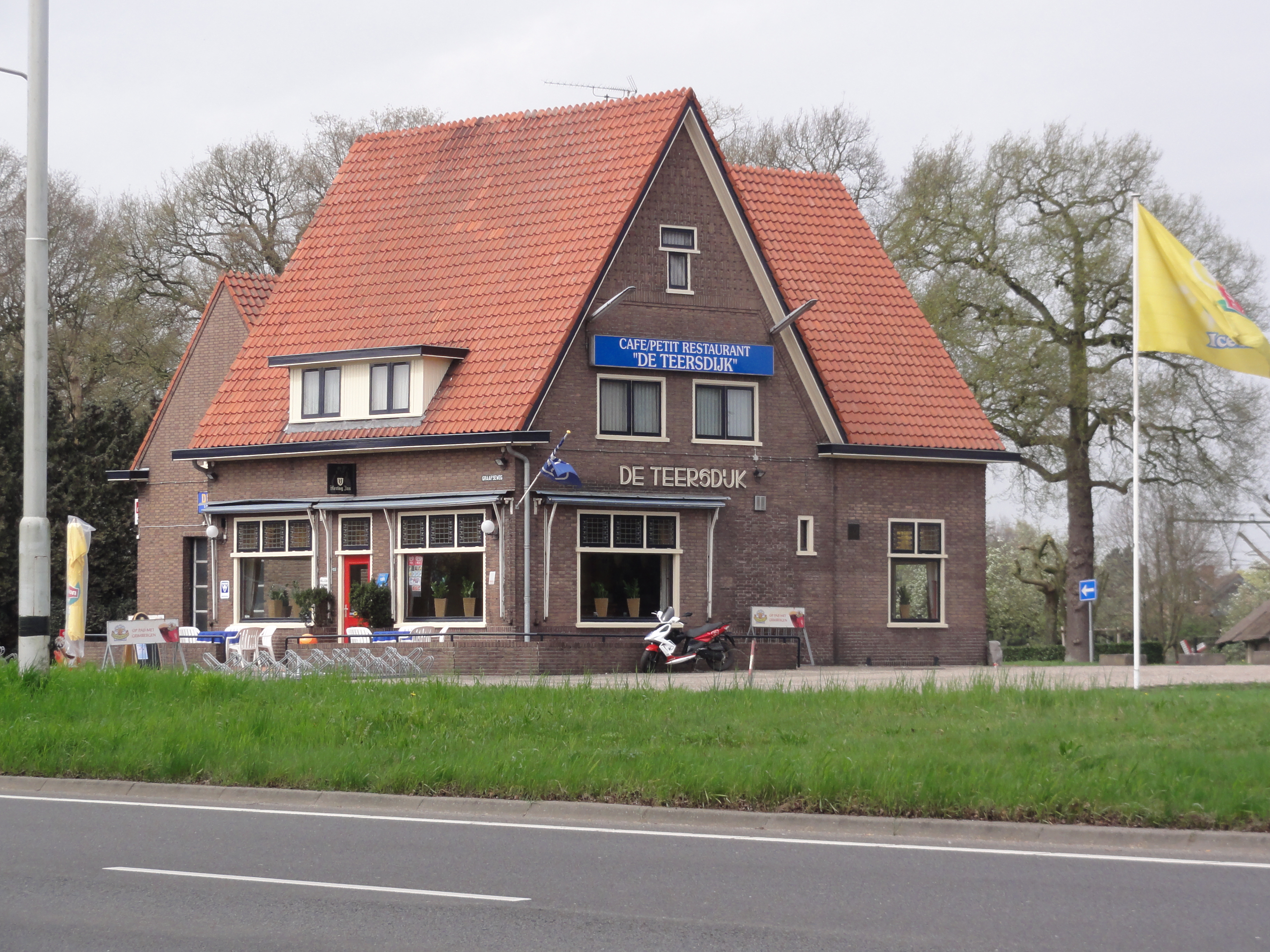
Café de Teersdijk in Wijchen

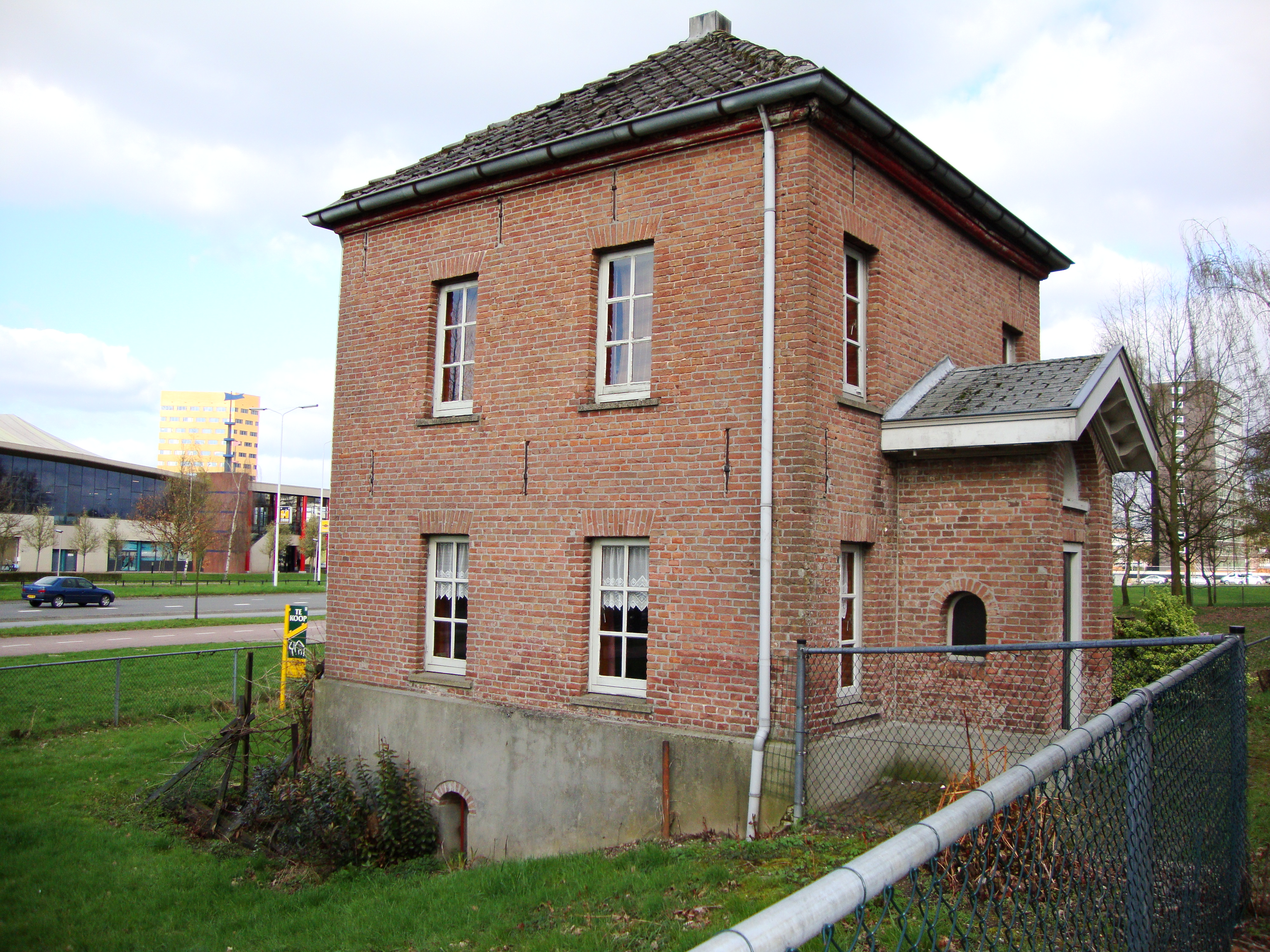
Tolhuisje aan de Teersdijk in Nijmegen

Dorpen: Alverna · Balgoij · Batenburg · Bergharen · Hernen · Leur · Niftrik · Wijchen

Buurtschappen: Boskant · Bullenkamp · Den Hoef · Heiveld · Hoogbroek · Klispoel · Laak · Lienden · Lunen · Teersdijk · Wezel

Voormalige dorpen: Woezik

Gelderland: Steden en dorpen in Gelderland      Nederland: Provincies · Gemeenten